# Creoxylus
Creoxylus is een geslacht van Phasmatodea uit de familie Pseudophasmatidae. De wetenschappelijke naam van dit geslacht is voor het eerst geldig gepubliceerd in 1838 door Serville.

## Soorten
Het geslacht Creoxylus omvat de volgende soorten:
- Creoxylus auritus Conle, Hennemann & Gutiérrez, 2011
- Creoxylus biaculeatus Conle, Hennemann & Gutiérrez, 2011
- Creoxylus corniger Serville, 1838
- Creoxylus cristatus Conle, Hennemann & Gutiérrez, 2011
- Creoxylus hagani Redtenbacher, 1906
- Creoxylus impennis Redtenbacher, 1906
- Creoxylus paradoxa (Kirby, 1904)
- Creoxylus poeyi Saussure, 1868
- Creoxylus spinosus (Fabricius, 1775)